# Palawan
Palawan est une île de la mer de Sulu située dans l’ouest-sud-ouest des Philippines. C'est la principale île de la province de Palawan.
Très allongée, l'île est orientée sud-ouest nord-est sur 450 km pour une largeur moyenne de 50 km. La côte nord-ouest de l'île baigne la mer de Chine méridionale tandis que la côte sud-est est incorporée dans les limites nord-ouest de la mer de Sulu.

## Préhistoire
La grotte de Tabon, où ont été découverts des fossiles d'Homo sapiens parmi les plus anciens de l'Asie du Sud-Est, témoigne d'une occupation humaine continue entre 50 000 ans et 9 000 ans avant le présent.

## Histoire
Les premiers colonisateurs européens à atteindre l’île étaient les Espagnols lors de l’expédition de 1872.
L'île fut le théâtre du massacre de Palawan puis de la bataille de Palawan entre février et avril 1945, avec la reconquête par les Américains de l'île occupée par les Japonais. Une douzaine d'épaves de navires nippons gisent de 10 à 43 mètres de profondeur près de ses côtes et des petites îles à sa proximité immédiate, Busuanga et Coron. La zone est reconnue comme l'un des meilleurs spots de plongée sous-marine au monde.

## Géographie
L'île a une superficie de 12 189 km2 ce qui en fait la cinquième plus grande île des Philippines. Au regard de sa superficie, l'île est peu peuplée, 430 000 habitants. Les populations indigènes sont les Bataks au nord-est, les Tagbanwa au centre et au nord, les Palawans (en) au Sud et les Tau't Batu.

## Faune et flore

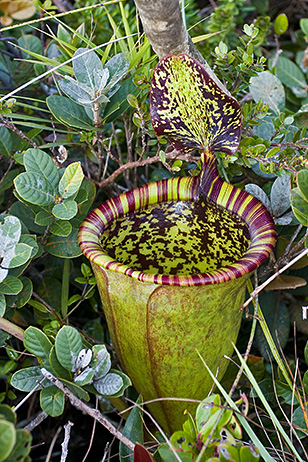
Piège de Nepenthes attenboroughii.

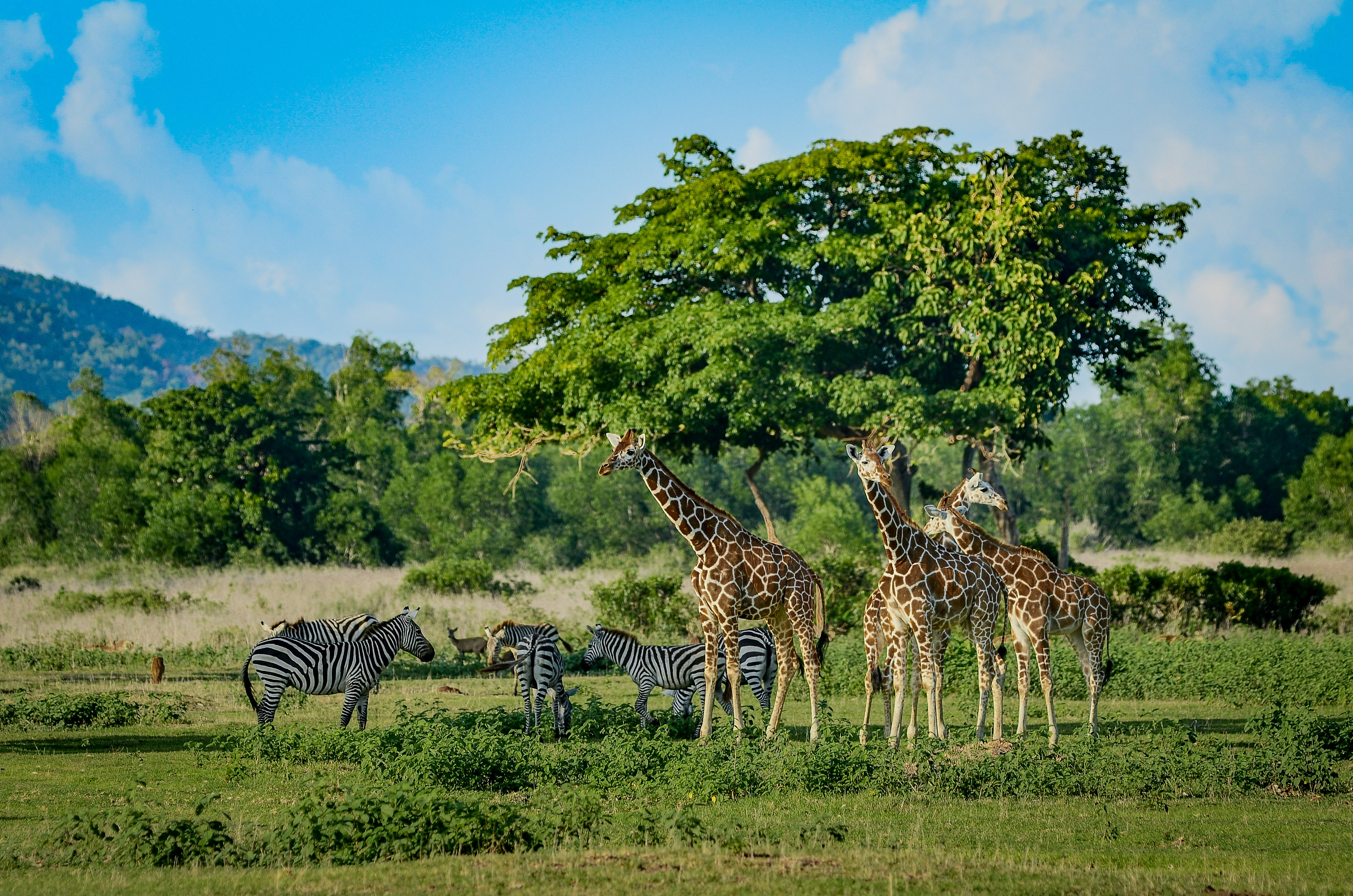
Girafes et zèbres à Palawan. Mai 2015.

Palawan possède de nombreuses espèces endémiques, notamment le Sanglier géant de Palawan (Sus ahoenobarbus), le Souïmanga de Palawan (Aethopyga shelleyi), les amphibiens Ingerana mariae, Leptobrachium tagbanorum et Pelophryne albotaeniata, les couleuvres Calamaria palawanensis Dryocalamus philippinus et Boiga schultzei (seulement deux exemplaires connus), le gecko Cyrtodactylus redimiculus, l'Emyde noire des marais (une tortue), le rongeur Palawanomys furvus, le pangolin des Philippines Manis culionensis et le très grand papillon Troides trojana. Les araignées endémiques sont très nombreuses : Achaearyopa pnaca, Brignolia palawan, Chrysso isumbo, Eriovixia palawanensis, E. patulisus, Taypaliito iorebotco, Tetragnatha iwahigensis, T. okumae, Theridion bitakum etc. Le Cacatoès des Philippines est en danger critique d'extinction. Le Blaireau de Palawan (en réalité une mouffette) vit aussi dans l'île de Busuanga. La grande plante carnivore Nepenthes attenboroughii ne pousse que sur le Mont Victoria, dans le centre de l'île.

## Environnement et ressources minières
La Province de Palawan dispose d'une biodiversité importante et de ressources minières intéressantes.
La qualité de l'environnement naturel de ce paradis vert est réputée,, comme en témoigne la réserve de la biosphère du Palawan, créée en 1991 et couvrant l'ensemble du territoire de la Province de Palawan. Mais elle est aussi en danger.
Diverses actions ont été nécessaires pour la protection de la biodiversité ,,,.
Certaines de ces actions ont provoqué plusieurs arrêts des opérations minières.
Parmi les entreprises intéressées par les divers matériaux, dont le nickel :
Global Ferronickel Holdings, Inc.,
Platinum Group Metals Corporation (PGMC),
Platinum Group Metals,
Toledo Mining Corporation,,
Rio Tuba Nickel Mining Corporation,
Citinickel mines and development corporation.
Sont principalement concernées les municipalités de Narra (65000 hab.) et de Sofronio Española (30 000 habitants).
Selon les données d'un des projets concernant Narra ,, la superficie totale affectée serait de 2 212 hectares.
D'autres municipalités sont également visées, comme Rio Tuba (en) (Bataraza).
Les conflits concernant la protection environnementale, se doublerait d'un conflit social, à San Isidro de Bato-Bato,district (barangay) rural de la commune de Narra (Palawan), avec des incidents en juin 2016, opposant des ouvriers contractuels à l'entreprise contractante Citinickel Mines Development Corporation (Citinickel).
Citinickel serait la propriété de Carolyn Tanchay, liée à Kris Aquino (en) (1971), la plus jeune sœur du président Benigno Aquino III (1960), président de la République (2010-2016), et à l'homme politique Mar Roxas (1957). Le nouveau président de la République, depuis le 30 juin 2016, Rodrigo Duterte (1945), qui a exprimé pendant sa campagne des réserves environnementales, semble avoir donné le feu vert à l'exploitation minière en juillet 2016, et fait appel aux investisseurs nationaux et internationaux.
Sous la pression de l’agriculture, du trafic de bois et de l’industrie du tourisme, les deux tiers des forêts de l’île ont déjà disparu. Des espèces protégées (pangolins, hippocampes...) sont braconnées, puis vendues mortes ou vives. Une partie de l’île est aussi directement menacée par le dérèglement climatique et la montée du niveau de la mer.
Les militants écologistes font l'objet de menaces : « Nous sommes attaqués en justice dans le cadre de procédures-bâillons, alerte la présidente du Centre d’assistance juridique environnementale. Nous sommes aussi diffamés dans les médias par les autorités, qui nous accusent parfois d’être des "communistes". Nous sommes harcelés et menacés par les entreprises et parfois même tués par des trafiquants qui cherchent à se venger de nos actions. » Entre 2001 et 2019, douze « gardes forestiers citoyens » ont été assassinés.

### Filmographie
- (fr) Les Deux fils du chamane, film de Pierre Boccanfuso, 1998, 56'
- (fr) Le Chamane, son neveu et le capitaine, film de Pierre Boccanfuso, 2008, 87'
- (fr) Y a-t-il un chaman dans l'ethnie, film de Pierre Boccanfuso, 2015, 93'